# Szczepionka

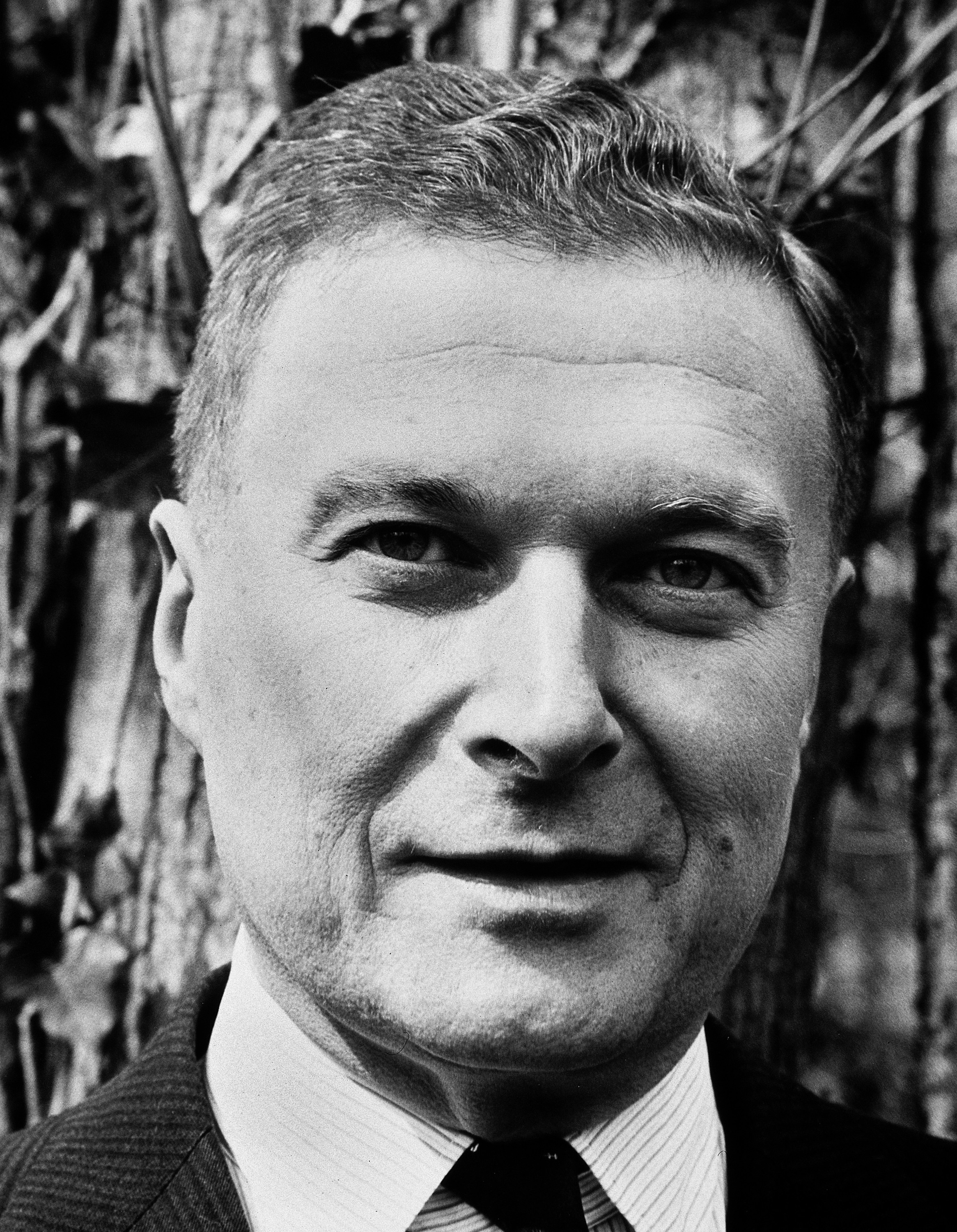
Hilary Koprowski, wynalazca (1950) szczepionki przeciwko wirusowi polio, który jest przyczyną choroby Heinego-Medina

Szczepionka – preparat biologiczny imitujący naturalną infekcję i prowadzący do rozwoju odporności analogicznej do tej, którą uzyskuje organizm w czasie pierwszego kontaktu z prawdziwym drobnoustrojem.
Szczepionka zawiera antygen stymulujący układ odpornościowy do indukcji swoistej odpowiedzi immunologicznej przeciw określonemu drobnoustrojowi. Dzięki wytworzeniu pamięci immunologicznej w przypadku kolejnego kontaktu z antygenem wtórna odpowiedź immunologiczna szybciej i skuteczniej eliminuje patogen, co uniemożliwia naturalny przebieg choroby, wraz z wykształceniem się typowych dla niej objawów klinicznych. W skład szczepionki może wchodzić żywy, o osłabionej zjadliwości (atenuowany) lub zabity drobnoustrój, a także inne fragmenty jego struktury czy metabolity.
Szczepionkę podaje się w celu ochrony przed ciężkim przebiegiem choroby i powikłaniami. Uzyskanie odporności nabytej w wyniku szczepienia jest znacznie bardziej bezpieczne niż w wyniku „naturalnego” zachorowania. Przy szczepionkach stosowanych w Polsce jeden niepożądany odczyn poszczepienny występuje przeciętnie raz na 10 000 szczepień.
Istnieje przytłaczający konsensus naukowy, że szczepionki są ogólnie bezpieczne i skuteczne. Skuteczność szczepionek i sens szczepień podważają antyszczepionkowcy.

## Historia szczepień

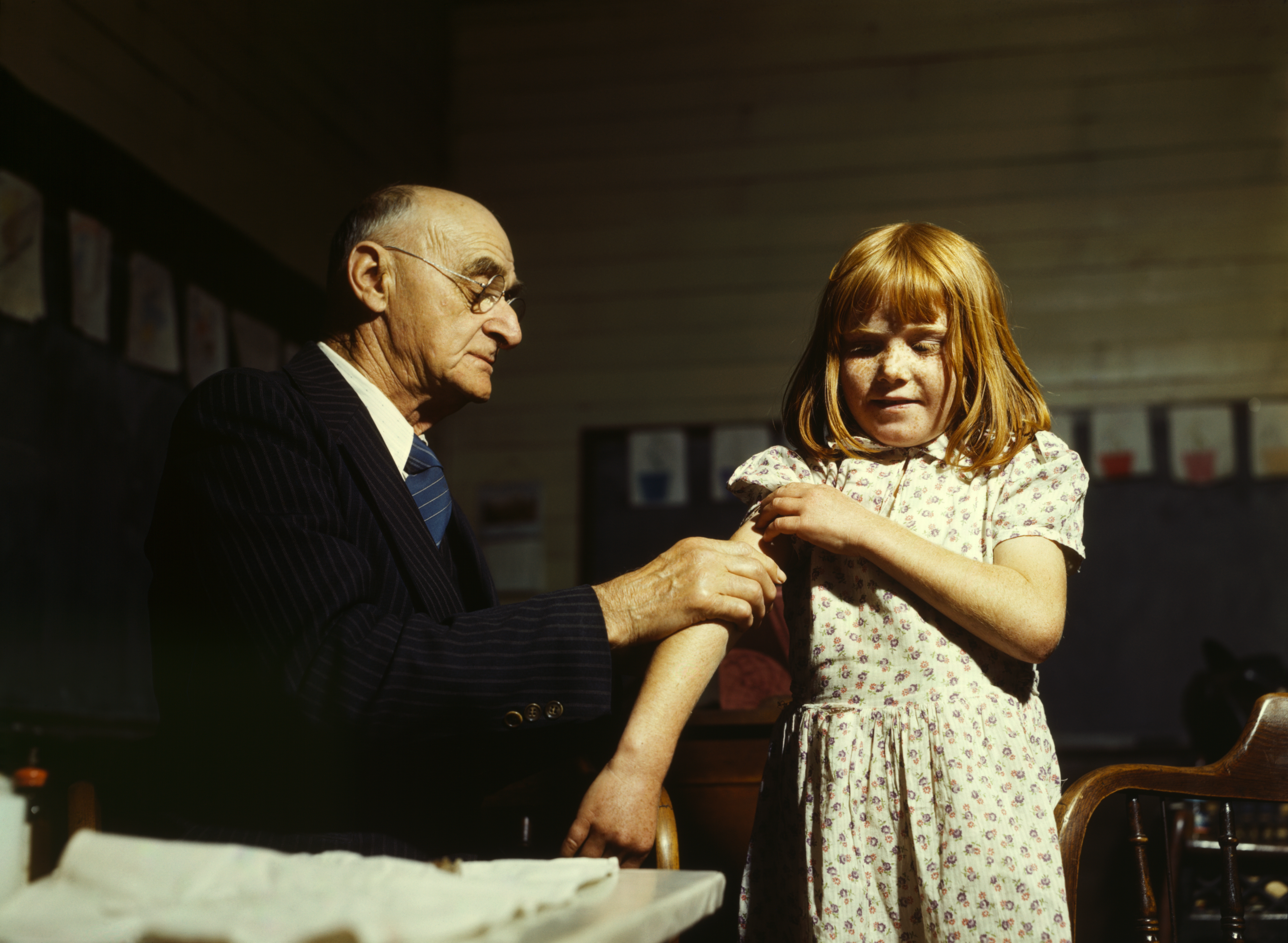
Szczepienia przeciw durowi brzusznemu w 1944 w Stanach Zjednoczonych.

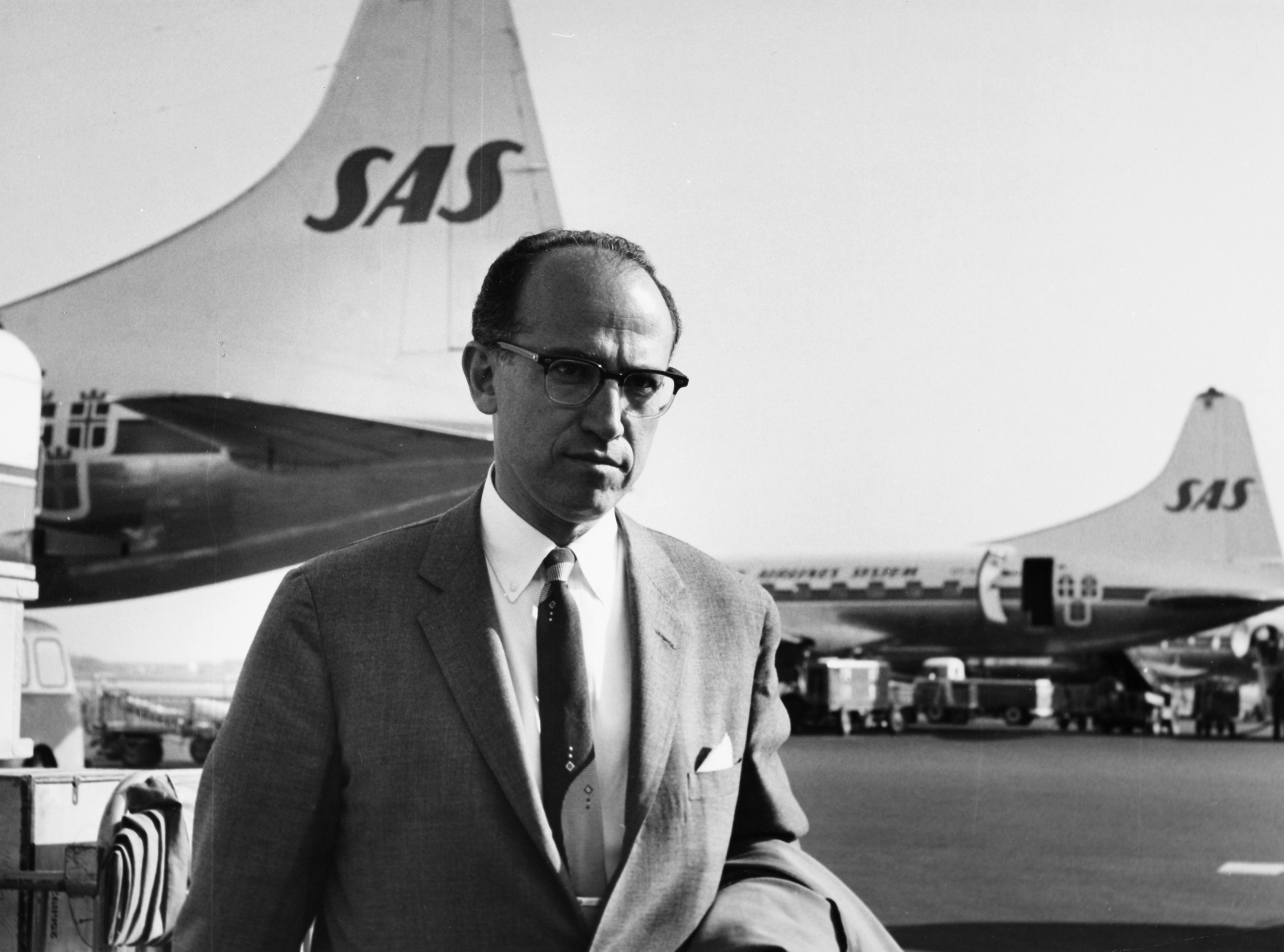
Dr Jonas Edward Salk, twórca szczepionki przeciwko polio, na lotnisku w Kopenhadze

W historii szczepień wyodrębnić można wiele kamieni milowych. Pierwszym było opisanie przez Hipokratesa świnki i błonicy 400 lat p.n.e. W XVII wieku pracowano nad szczepionkami na cholerę i żółtą febrę. Edward Jenner opublikował swoją pracę na temat ospy prawdziwej. W XIX wieku Louis Pasteur wysnuł teorię, jakoby choroby roznosiły się poprzez zarazki (ang. germs), George Miller Sternberg wyizolował dwoinkę zapalenia płuc, a Pasteur opracował szczepionkę na wściekliznę. Na początku I wojny światowej opracowano anatoksynę duru brzusznego (tyfusu), rok później wprowadzono szczepionkę na krztusiec. W 1974 WHO opracowało program Expanded Program of Immunization, który przewidywał szczepienia na gruźlicę, polio, błonicę, krztusiec i tężec (DTP), odrę, żółtą febrę i wirusowe zapalenie wątroby typu B. Był reakcją na bardzo słabą wyszczepialność (<5%) dzieci w ubogich krajach. W roku 1996 uruchomiono International AIDS Vaccine Initiative. W 1980 WHO podjęło się eradykacji polio przed rokiem 2000, a w 2006 opracowano szczepionkę na wirusa raka szyjki macicy (HPV). W 2010 rozpoczęła się „Dekada Szczepień”. 1 kwietnia 2012 Organizacja Narodów Zjednoczonych rozpoczęła kampanię „shot@Life”.
Odkrycie przez Jennera szczepionki na ospę prawdziwą i jej globalną eradykację w latach 70. XX wieku uważa się za jedno z największych dokonań ludzkości. Ostatnie naturalne zakażenie ospą wielką (variola major) odnotowano pod koniec 1975 w Bangladeszu, ostatnie zakażenie ospą mniejszą (variola minor) w Somalii w 1977. 8 maja 1980 World Health Assembly ogłosiło całkowitą eradykację choroby. Na początku nowego tysiąclecia Region Zachodniego Pacyfiku (według klasyfikacjo WHO) ogłoszono wolnym od polio; dwa lata później ogłoszono Europę regionem wolnym od tej choroby. Obecnie istnieje odrębna gałąź nauki zajmująca się szczepieniami, wakcynologia.

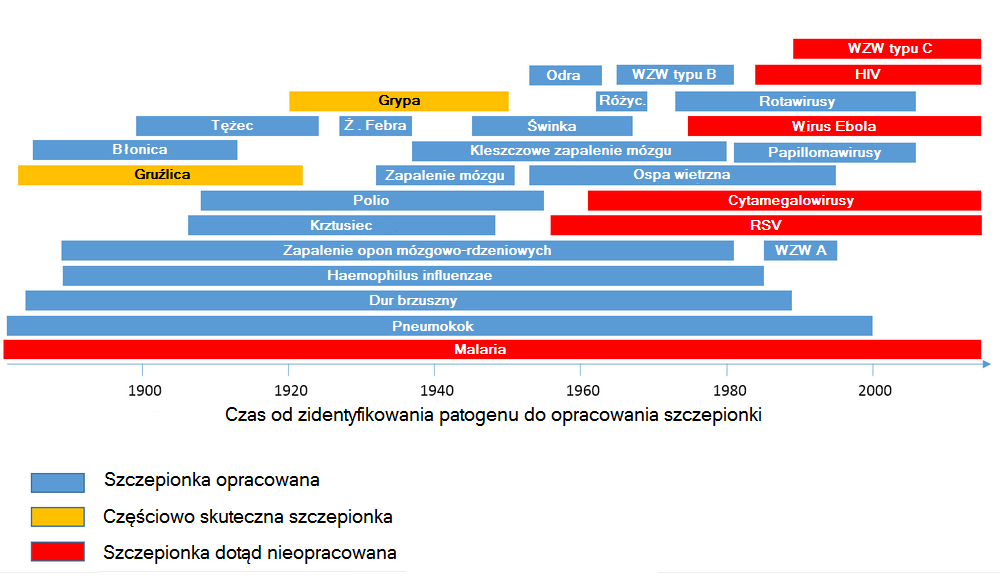
Przełomowe momenty w historii szczepień

Daty wynalezienia poszczególnych szczepionek:
- 1796: ospa prawdziwa (wynalazcą był Edward Jenner[11])
- 1882: wścieklizna (pierwszy raz człowieka zaszczepił w 1885 Ludwik Pasteur, jej odkrywca[14][10])
- 1890: tężec (wprowadzona w 1914[10]), błonica (odkrywcą toksyny błonicy był Emile Roux, leczenie jako pierwsi opracowali Emil von Behring i Paul Ehrlich[10])
- 1892: cholera (szczepionkę żywą opracował Jaime Ferran i zastosował w 1894 podczas epidemii w Hiszpanii; pierwszą szczepionkę martwą opracował w 1896 Wilhelm Kolle[10])
- 1896: dur brzuszny (odkrywcami byli Almroth Wright i Richard Pfeiffer[15])
- 1897: dżuma (opracował ją Alexandre Yersin[10])
- 1918: wąglik[16]
- 1926: krztusiec (inne źródło podaje 1915[10])
- 1927: gruźlica (szczepionka BCG, wynalazł ją Albert Calmette i Camille Guerin[17][16])
- 1932: żółta febra
- 1945: grypa
- 1952: polio (produkcję rozpoczęto po kilku próbach klinicznych w 1954; została wstrzymana ze względu na zanieczyszczenia i wznowiona jesienią 1955[10])
- 1964: odra (pierwszą szczepionkę opracował John Enders i uzyskał na nią licencję w 1963, jednak w 1967 zaprzestano jej użycia; później opracowano około 20 różnych szczepionek przeciw odrze, w której większość wirusów pochodzi ze szczepu Edmonston, wyizolowanego przez Endersa w 1954[10])
- 1967: świnka (odkrywcą był Maurice Hilleman, szczep wirusów pobrał od swojej córki; znany jest do dziś jako szczep Jeryl Lynn[10])
- 1970: różyczka
- 1974: ospa wietrzna (opracował ją Michiaki Takahashi; licencję na pierwszą i póki co jedyną na rynku szczepionkę Varivax uzyskał w 1995[10])
- 1977: zapalenie płuc (uzyskano licencję)[10]
- 1978: zapalenie opon mózgowych
- 1981: wirusowe zapalenie wątroby typu B – HBV (po raz pierwszy wirusy WZW A i WZW B rozróżniono w 1942; próby kliniczne rozpoczęto już w 1975[10])
- 1985: bakteryjne zapalenie opon mózgowo-rdzeniowych
- 1992: wirusowe zapalenie wątroby typu A – HAV (w 1995 uzyskano licencję na szczepionkę Havrix, rok później na kolejną – Vaqta[10])
- 1998: borelioza (później wycofana z powodu objawów ubocznych)
- 2004: wirus brodawczaka ludzkiego (licencję uzyskała 2 lata później[10])
- 2020: COVID-19 (z powodu pandemii)

## Zastosowanie i celowość szczepień
Odporność przeciw chorobie zakaźnej może się rozwinąć naturalnie w toku zakażenia i rozwoju choroby albo w wyniku sztucznie nabytej odporności. Odporność może być nabyta w sposób czynny lub bierny, a do nabycia odporności w sposób czynny dochodzi w konsekwencji zakażenia albo szczepienia. Odporność bierna jest następstwem podania immunoglobulin lub naturalnego przeniesienia przeciwciał przez łożysko podczas ciąży.
Celem szczepienia jest wytworzenie odporności wobec określonego drobnoustroju. Szczepienia są niezbędne, ponieważ samo przestrzeganie higieny, sanitariaty, czysta woda i żywność, choć pełnią ważną rolę, są niewystarczającymi środkami do zapobiegnięcia chorób zakaźnych. Pomagają one zmniejszyć zapadalność i śmiertelność związaną z zakażeniami. Ocenia się, że szczepienia pozwalają co roku zapobiec 6 milionom zgonów. W Stanach Zjednoczonych stwierdzono 99% spadek zapadalności i śmiertelności związanej z kilkunastoma chorobami, które od wielu lat prowadzone są powszechne szczepienia. Spada ryzyko powikłań związanymi z chorobami infekcyjnymi, które nierzadko mają znacznie bardziej odległe i poważniejsze następstwa niż ostra choroba, tak jak zespół różyczki wrodzonej, marskość wątroby i rak wątrobowokomórkowy w następstwie HBV czy trwałe powikłania neurologiczne w konsekwencji świnki, odry czy Haemophilus influenzae. Zatem szczepienia, w porównaniu do naturalnego nabycia odporności poprzez przebycie zakażenia, umożliwiają nabycie odporności bez przebycia choroby i uniknięcie jej powikłań. Ponadto szczepienia są bezpieczniejsze niż leki konieczne do leczenia chorób zakaźnych. Dzięki szczepieniom udało się całkowicie wyeliminować ospę prawdziwą odpowiedzialną za śmierć wielu milionów ludzi, a w trakcie całkowitej eliminacji pozostaje polio. Z kolei zapadalność na takie choroby jak świnka, odra, różyczka czy krztusiec została znacząco ograniczona dzięki powszechnym szczepieniom na te choroby. Przy wysokim odsetku osób zaszczepionych częściowo chronione są osoby niezaszczepione, co jest związane ze znacznym utrudnieniem transmisji choroby zakaźnej. Część szczepionek, takich jak skierowanych przeciw wściekliźnie, HBV, HAV, ospie wietrznej, odrze czy tężcowi, jest podawana po potencjalnej ekspozycji na patogen.
Szczepienia wpływają na oszczędzanie publicznych pieniędzy inwestowanych w ochronę zdrowia. W krajach niskiego i średniego przychodu każdy dolar zainwestowany w szczepionki przynosi średnio 44 dolary oszczędności. Większość z tych oszczędności to efekt szczepionki na odrę, która kosztuje dużo (70 mld $ na 94 państwa w badaniu), ale oszczędności z jej zastosowania są olbrzymie (4200 mld $). Bez tej konkretnej szczepionki zwroty z pozostałych 9 badanych byłyby nadal na poziomie 7 $ za każdego zainwestowanego dolara.

## Rodzaje szczepionek
Szczepionki różnią się pod względem funkcji, rodzaju użytego antygenu i zdolności do namnażania się zastosowanego drobnoustroju. Szczepionki pod względem zakresu działania mogą być podzielone na szczepionki swoiste mającej za zadanie uodpornienie przeciw konkretnym jednostkom chorobowym oraz na szczepionki nieswoiste, które są niespecyficznymi preparatami stymulującymi układ odpornościowy zawierającymi zniszczone w wysokiej temperaturze bakterie lub ich lizaty.
Szczepionki pod względem rodzaju zawieranego antygenu są dzielone:
- żywe – zawierają szczepy żywych drobnoustrojów o znikomej zjadliwości. Patogen posiada zdolność do namnażania się w organizmie gospodarza bez wywoływania choroby, ale w procesie atenuacji jest pozbawiony czynników zjadliwości przy jednoczesnym zachowaniu odpowiedniej immunogenności zapewniającej generację odpowiedzi immunologicznej[27][28]. Atenuacja jest uzyskiwana poprzez wielokrotne pasażowanie drobnoustrojów w nietypowych, nieprawidłowych warunkach, co w następstwie mutacji pozwala wyselekcjonować szczepy drobnoustrojów o pożądanych właściwościach[28][27]. Przykładami żywych atenuowanych szczepionek są BCG (gruźlica), przeciw ospie prawdziwej, polio (OPV), śwince, odrze i różyczce (MMR), ospie wietrznej, rotawirusom oraz żółtej febrze[28][29].

- inaktywowane – zawierają martwe drobnoustroje zniszczone pod wpływem czynników chemicznych czy fizycznych (formalina, alkohole, filtrowanie, wirowanie, wysokie ciśnienie), które zachowują swoje właściwości do wywołania reakcji immunologicznej, przy braku zdolności chorobotwórczych[27][18]. W porównaniu do preparatów zawierających żywe drobnoustroje szczepionki z inaktywowanym patogenem nie niosą ryzyka wywołania pełnoobjawowej choroby[27]. Ze względu na brak namnażania się patogenów szczepionki inaktywowane słabiej wywołują odpowiedź komórkową w porównaniu do szczepionek żywych[27], przez co zwykle wymagają większej ilości dawek w celu wywołania skutecznej odporności[18]. Szczepionka inaktywowana wymaga wykorzystania podłoży bakteryjnych lub hodowli tkankowych[30]. Zatem gotowa szczepionka może zawierać pozostałość zastosowanego podłoża lub substancji stosowanych do zniszczenia drobnoustrojów[12]. Przykładami szczepionek inaktywowanych są IPV, przeciw wściekliźnie, wirusowemu zapaleniu wątroby typu A (WZW A), krztuścowi, cholerze, durowi brzusznemu, dżumie i wąglikowi[31].

- zawierające oczyszczone antygeny, podjednostkowe – zawierają wybrane pojedyncze i oczyszczone antygeny drobnoustrojów zamiast całych drobnoustrojów[29][32][33]. Pod względem budowy zastosowane antygeny mogą być białkami lub wielocukrami[29]. Odpowiedź przeciw wyselekcjonowanym antygenom zmniejsza skuteczność szczepienia, zatem konieczne jest zastosowanie kilku dawek przypominających, a także dodanie do preparatu adiuwantu i nośników[32]. Ze względu na ogół niewielką immunogenność do niektórych antygenów dołącza się białko nośnikowe takie jak toksoid błoniczy czy tężcowy[18]. Szczepionki polisacharydowe nie są skuteczne u dzieci poniżej 2. roku życia[29]. Do przykładów zalicza się preparaty przeciw Haemophilus influenzae typu b, Streptococcus pneumoniae i Neisseria meningitidis[31].
  - szczepionki rekombinowane – zawierają antygen lub jego fragmenty, który jest wytwarzany na drodze inżynierii genetycznej. Metoda pozwala na uzyskanie antygenu o bardzo wysokim stopniu oczyszczeniu, a brak zanieczyszczeń biologicznych poprawia bezpieczeństwo preparatu[18]. Przykładem szczepionki rekombinowanej jest preparat przeciw wirusowi zapalenia wątroby typu B (HBV)[12]
  - anatoksyny (toksoidy) – toksyny pozbawione zjadliwości, lecz o zachowanych właściwościach antygenowych. Przykładami są anatoksyny przeciw błonicy i tężcowi (Di-Per-Te)[29],

Ze względu na liczbę antygenów różnych drobnoustrojów wyróżnia się szczepionki:
- szczepionki skojarzone (wieloważne, złożone) – zawierają antygeny przynajmniej dwóch drobnoustrojów. Redukują liczbę wkłuć, chronią przed kilkoma chorobami naraz i upraszczają kalendarz szczepień. Przykładem szczepionek skojarzonych są DTP, DTwP, MMR czy szczepionka pentawalentna DTwP-HepB-Hib[12][29][34].
- szczepionki monowalentne – zawierają antygeny jednego szczepu tego samego gatunku drobnoustroju. Przykładem jest szczepionka przeciwko odrze[29][34].
- szczepionki poliwalentne – zawierają antygeny kilku szczepów tego samego gatunku drobnoustroju. Przykładem jest szczepionka OPV[29][34].

## Budowa i skład szczepionki
W skład preparatów wchodzą:

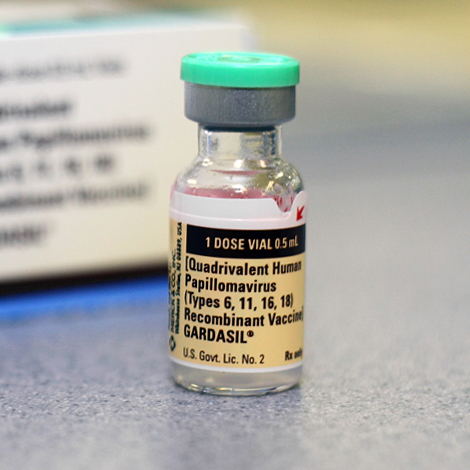
Ampułka szczepionki przeciwko HPV

- antygen stymulujący odpowiedź immunologiczną[34].
- adiuwanty – część preparatów „nieżywych” szczepionek nie jest wystarczająco immunogenna, co może nie gwarantować wystarczająco silnej odpowiedzi immunologicznej po szczepieniu. W tym celu do takich szczepionek konieczne jest dodanie substancji, które modulują odpowiedź immunologiczną[35][34]. Innym zadaniem adiuwanta może być opóźnianie uwalnianie zastosowanego antygenu z miejsca jego podania. W roli adiuwantów stosuje się związki glinu (fosforan glinu, wodorotlenek glinu) oraz toksoid krztuścowy, tężcowy czy błoniczy[18].
- środki konserwujące – są wykorzystywane w celu zapobieżeniu namnażania się w preparacie bakterii i grzybów, w tym celu wykorzystuje się fenol, 2-fenoksyetanol, tiomersal[35].
- substancje pomocnicze i stabilizujące – są dodawane w celu ochrony preparatu przed wpływem niskich lub wysokich temperatur, zapobiegają także przyleganiu substancji czynnych do ściany fiolki[34][35]. W tym celu stosuje się białka (albuminy, żelatyna), pochodne aminokwasów i aminokwasy (glutaminian sodu, kwas glutaminowy, glicyna) oraz cukry (sacharoza, laktoza)[34].

## Drogi podania szczepionek
Większość szczepionek podawana jest w postaci zastrzyku, lecz są także takie, które aplikuje się doustnie (przeciw poliomyelitis). Można szczepić drogą wziewną – rozpylając szczepionkę do nosa (przeciw grypie). Przeciwko ospie prawdziwej szczepiono (do 1980 roku, aktualnie nie są prowadzone powszechne szczepienia) przy pomocy skaryfikatora, czyli przyrządu do zadraśnięcia naskórka (skaryfikacji) lub cienkiej igły, którą nakłuwano wielokrotnie powierzchnię skóry.

## Odpowiedź poszczepienna
Po podaniu szczepionki podczas pierwszego kontaktu z antygenem dochodzi do rozwoju pierwotnej odpowiedzi poszczepiennej, podczas której powstają przeciwciała w klasie IgM i IgA, które po krótkim okresie zanikają i są zastępowane przez przeciwciała w klasie IgG. Podczas ponownego kontaktu z antygenem (wtórna odpowiedź poszczepienna) dochodzi do szybkiej proliferacji swoistych limfocytów wykazujących zdolność do wytwarzania przeciwciał w klasie IgG o wysokim powinowactwie do antygenu.

## Skuteczność szczepień
Skuteczność szczepienia zależy od rodzaju i dawki stosowanego antygenu, adiuwantów, drogi podania i stanu immunologicznego osoby szczepionej. Skuteczność większości szczepionek ocenia się na poziomie 85–98%. Skuteczność po 20 latach wynosi 99% dla różyczki i odry, a ok. 90–95% dla świnki.
Zarówno dawka, jak i schemat szczepienia jest wyznaczany eksperymentalnie podczas badań klinicznych. Jest ona dobrana tak, aby wywołać odpowiednio silną reakcję immunologiczną gwarantującą skuteczność szczepienia, przy możliwie najmniejszych działaniach niepożądanych.
U osób z pierwotnymi czy wtórnymi niedoborami odporności przykładowo związanymi takimi stanami jak choroba nowotworowa, zakażenie HIV, cukrzyca, przewlekłe choroby nerek czy immunoterapia, częściej stwierdza się nieskuteczność szczepienia. U niewielkiej części prawidłowo zaszczepionych nie obserwuje się odpowiedzi poszczepiennej.

### Skuteczność przeciw chorobom innym niż przeznaczenie szczepionki
Od lat 80. XX wieku niektórzy naukowcy postulowali, że pewne szczepionki mogą zmniejszać śmiertelność na choroby inne niż te przeciw którym zostały opracowane. Twórcami i orędownikami tej hipotezy byli Christine Benn i Peter Aaby, którzy zetknęli się z takim efektem na przełomie lat 1979/1980, gdy wprowadzono szczepienia przeciw odrze w Gwinea Bissau. W pierwszym roku epidemii odry w tym kraju, w 1979, zmarło około 13% dzieci w wieku 0,5–3 lat. Po pierwszym roku szczepień śmiertelność spadła do 5%, ale co więcej, na przełomie tych lat również 3-krotnie spadła umieralność z przyczyn innych niż odra. Tendencja ta utrzymała się również po zakończeniu epidemii odry. Przez 40 lat Benn i Aaby opublikowali ponad 100 artykułów naukowych na temat hipotezy, jakoby szczepionki wytwarzane z żywych, atenuowanych wirusów i bakterii miały wzbudzać odporność również na inne schorzenia, jak infekcje układu oddechowego, zakażenia krwi, czy biegunki infekcyjne. Dowody zebrane przez tę parę naukowców opierają się na trwającym kilka dekad monitoringu ponad 500 000 Gwinejczyków (Bandim Health Project).
Mimo wieloletniego sceptycyzmu wobec tej hipotezy, w 2014 roku WHO uznało, że nieswoiste działanie szczepionek jest możliwe i zasługuje na zbadanie. Jednak mimo planów takie badania nie rozpoczęły się (stan na połowę 2019).
W 2015 roku na zamówienie ONZ zespół naukowców przeanalizował 68 publikacji na ten temat. Praca przeglądowa na ten temat ukazała się w 2016 roku w renomowanym czasopiśmie BMJ. Z przeglądu rzeczywiście wysnuto wniosek, że szczepionki przeciwko odrze i gruźlicy (dwie najpopularniejsze szczepionki wytwarzane metodą atenuacji drobnoustrojów chorobotwórczych) „zmniejszały ogólną umieralność w stopniu większym niż oczekiwany w związku z chorobami, przeciwko którym zostały opracowane”. Niektóre przejrzane badania wskazywały, że szczepionka przeciw odrze zmniejszała ryzyko zgonu niezależnie od przyczyny o 50%.
Podobnej analizy dokonali Aaby i Benn w 1995, opublikowanej również na łamach BMJ. Przeanalizowali oni 12 wcześniejszych badań, w tym własnych, na temat związku między szczepieniem przeciw odrze a umieralnością w krajach rozwijających się. Z analizy wynikało, że szczepienie przeciw odrze redukowało ogólne ryzyko zgonu o 30–86%. W 2014 roku na łamach Journal of the American Medical Association opublikowali badanie porównujące działanie dwóch szczepionek na duńskich dzieciach. Badanie pokazało, że dzieci, które jako ostatnie szczepienie otrzymały żywą szczepionkę MMR były o 14% mniej narażone na hospitalizację z powodu jakiejkolwiek infekcji, niż dzieci, które jako ostatnią otrzymały dezaktywowaną szczepionkę DTaP-IPV-Hib (podobne badania Benn wykonał również w Afryce). Badanie to skłoniło amerykańską CDC do własnych badań. W 2017 CDC stwierdziła dwukrotny spadek hospitalizacji dzieci w wieku 16-24 miesiące z powodu infekcji innych niż będące celem szczepionek, jeśli jako ostatnią podano dziecku szczepionkę z żywymi, a nie dezaktywowanymi drobnoustrojami. Kolejne badania wykazały też, że szczepionka przeciw odrze zwiększa odpowiedź immunologiczną na tężec i grzyby Candida.
Sceptycyzm wobec hipotezy wynikał z ugruntowanego przekonania, że odporność nabyta (swoista – skierowana przeciw konkretnym drobnoustrojom; nabyta np. po szczepieniu lub przechorowaniu konkretnej choroby) w żaden sposób nie może oddziaływać na zwalczanie innych wirusów i bakterii. Uważano jednocześnie, że immunizacja nie wpływa na odporność wrodzoną (nieswoistą, ogólną), i że elementy tworzące odporność wrodzoną nie są w stanie zapamiętywać z jakimi drobnoustrojami już się wcześniej zetknęły.
Podejście to zmieniło się wraz z badaniami Mihaia Netea z 2010 roku. Badał on wpływ szczepionki BCG na układ odpornościowy człowieka. W ramach eksperymentu próbki krwi zaszczepionych ochotników poddawano działaniu drożdżaka Candida albicans. Zgodnie z powyższym, szczepionka nie powinna mieć żadnego wpływu na rozwój grzyba, gdyż była skierowana przeciw innym organizmom (prątkom gruźlicy). Jednak wielokrotne próby pokazywały, że krew osób szczepionych wpływała również na rozwój drożdżaka. Przeszukanie literatury przez Netea pokazało, że już wcześniej donoszono (w tym przez Aaby’ego i Benne), że szczepionka BCG może chronić niektóre zwierzęta przed malarią, grypą, listeriozą czy zatruciami pokarmowymi.
W kolejnych badaniach w 2012 roku Netea wykazał, że ludzkie komórki odpornościowe poddane działaniu szczepionki BCG wytwarzają w późniejszym kontakcie z innymi patogenami 4 razy więcej ważnego interferonu gamma, a także dwa razy więcej innych cytokin: TNF i interleukiny-1β. Stan ten utrzymuje się nawet 3 miesiące po szczepieniu, co sugeruje, że wrodzony układ odpornościowy ma jednak zdolność do akumulacji historii wcześniejszych infekcji.
W 2018 roku stwierdzono, że BCG reprogramuje ludzkie komórki immunologiczne zwiększających ich odpowiedź przeciw żółtej gorączce.
Mechanizm nieswoistego wpływu szczepionek ateunowanych nie jest jednak do końca poznany i w pełni akceptowany przez społeczność naukową. Sugeruje się, że szczepionki takie inicjują zmianę metabolizmu komórkowego i modyfikują sposób kontroli genów układu odpornościowego. Na genach związanych z układem odpornościowym umieszczane są znaczniki, które potem, przy kontakcie z innym patogenem, mogą być szybciej aktywowane. Kontakt z żywym organizmem, a nie jego fragmentami, jak w przypadku innych rodzajów szczepionek, miałby powodować właśnie taką, szerszą reakcje. Hipotezie tej wydaje się jednak przeczyć fakt, że faktyczne przechorowanie, np. odry, wydaje się nie wywoływać opisanych efektów a wręcz obniżać odporność.
Trudność w poznaniu tych mechanizmów leży w samej metodologii badawczej, standardach zdrowotnych i etyce. Mianowicie, złotym standardem naukowych badań medycznych są randomizowane badania kliniczne. Jednocześnie wszelkie standardy medyczne słusznie sugerują podawanie szczepionek. Badania randomizowane wymagałyby, że część badanych nie powinna dostać szczepionki, narażających ich tym samym na potencjalnie śmiertelne choroby, co naturalnie nie byłoby etyczne.

## Przeciwwskazania do szczepień
- wstrząs anafilaktyczny po poprzednich szczepieniach[48][49]
- alergia na którykolwiek ze składników (dotyczy wszystkich szczepionek)[48]
- zaburzenia odporności[49][48], według WHO w przypadku szczepionek: BCG, DTwP, OPV i na odrę[48]
- ostre choroby z gorączką lub bez[49] (z gorączką powyżej 38,5 °C[12])
- okres inkubacji choroby zakaźnej[12]
- ciąża, według zaleceń WHO w przypadku szczepionek: OPV, na odrę i żółtą febrę[48], według Advisory Committee on Immunization Practices (ACIP) także i na półpaśca[49]

Niektóre przeciwwskazania dostosowane są do konkretnych szczepionek, np. przebyta gruźlica i dodatni odczyn tuberkulinowy stanowią przeciwwskazanie do szczepienia BCG. Nie są przeciwwskazaniami: odczyny miejscowe i choroba z łagodną gorączką po poprzednim szczepieniu, biegunka albo zakażenia górnych dróg oddechowych z gorączką poniżej 38,5 °C, alergia, astma, atopia, wcześniactwo, niedożywienie, występowanie drgawek u bliskich krewnych, trwanie antybiotykoterapii lub leczenie się niewielkimi ilościami sterydów, zapalenia skóry, wypryski i miejscowe zakażenia przewlekłe choroby płuc, serca, wątroby i nerek (w okresie wyrównywania), choroby układu nerwowego przy stabilnym stanie neurologicznym oraz żółtaczka noworodków.

## Bezpieczeństwo szczepień

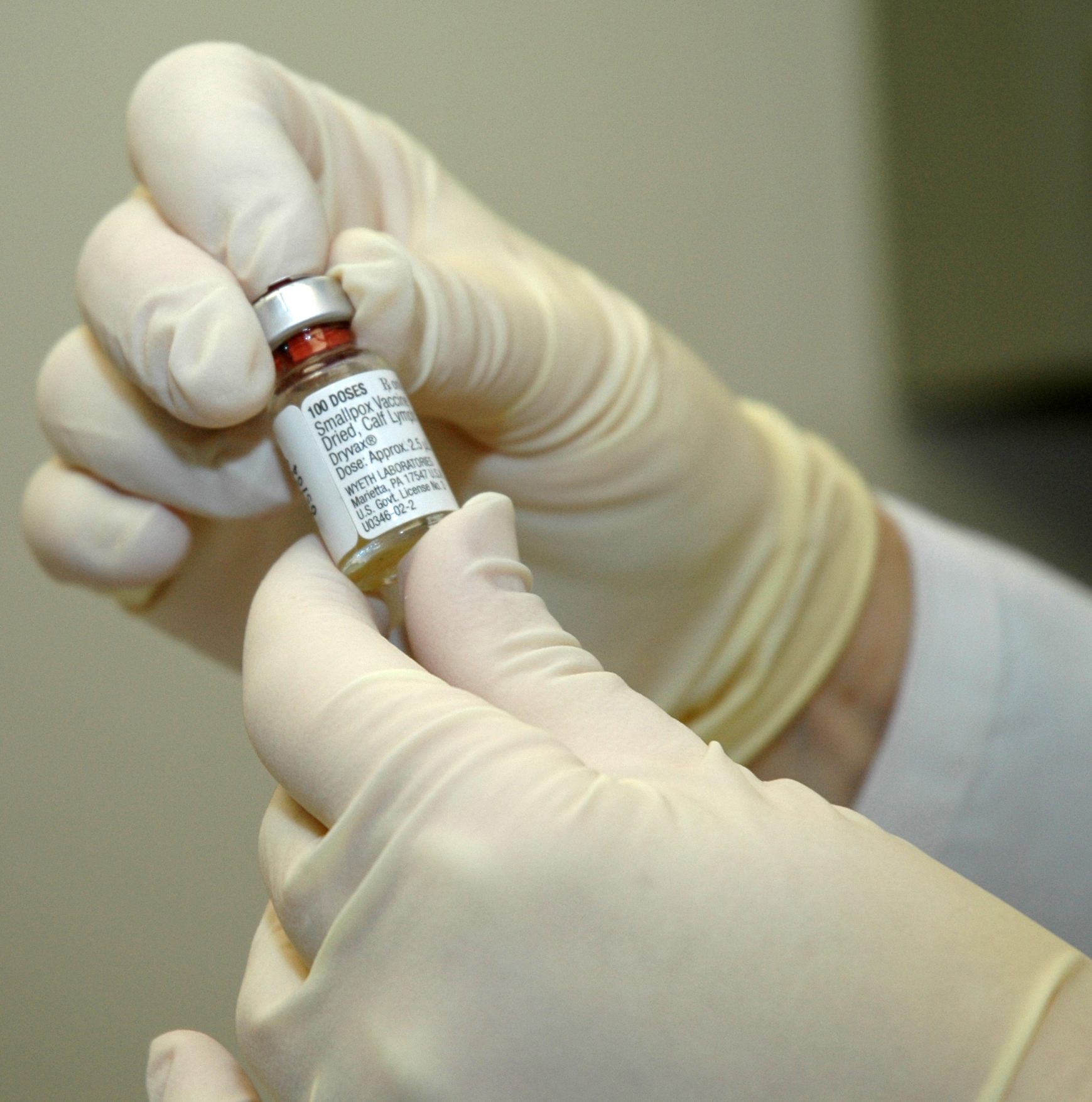
Fiolka liofilizowanej szczepionki przeciwko ospie

Szansa na zgon jest tak niewielka, że jest wręcz niemożliwa do oszacowania statystycznie. Nieprawdziwe jest również stwierdzenie, jakoby liczba szczepionek podawana dzieciom w 1. roku życia przeciążała ich układ odpornościowy. Szczepienia zawierają te same antygeny lub ich fragmenty, z jakimi mogłoby zetknąć się dziecko, ale w formie osłabionej.

### Szczepionki a autyzm
Badania zasponsorowane przez przeciwników szczepień wykazały, że szczepionki są bezpieczne i potwierdziły brak związku między szczepieniami a autyzmem. Nie wykazano również związku między szczepionką MMR a autyzmem, również w kontekście zauważalnego wzrostu liczby stwierdzeń zaburzeń ze spektrum autyzmu (włączając w to zespół Aspergera). Podobnie nie udowodniono związku między tiomersalem zawartym w szczepionce DTP a autyzmem. Współczesne podręczniki podają różnorodne hipotezy powstawania zaburzeń całościowych, w tym koncepcje psychoanalityczne, biologiczne i oparte na teorii umysłu, nie wymieniają jednak wśród nich szczepionek. W długoterminowych badaniach śledzących zdrowie dzieci szczepionych na MMR nie znaleziono znaczącej różnicy między odsetkiem dzieci autystycznych wśród dzieci zaszczepionych i niezaszczepionych.

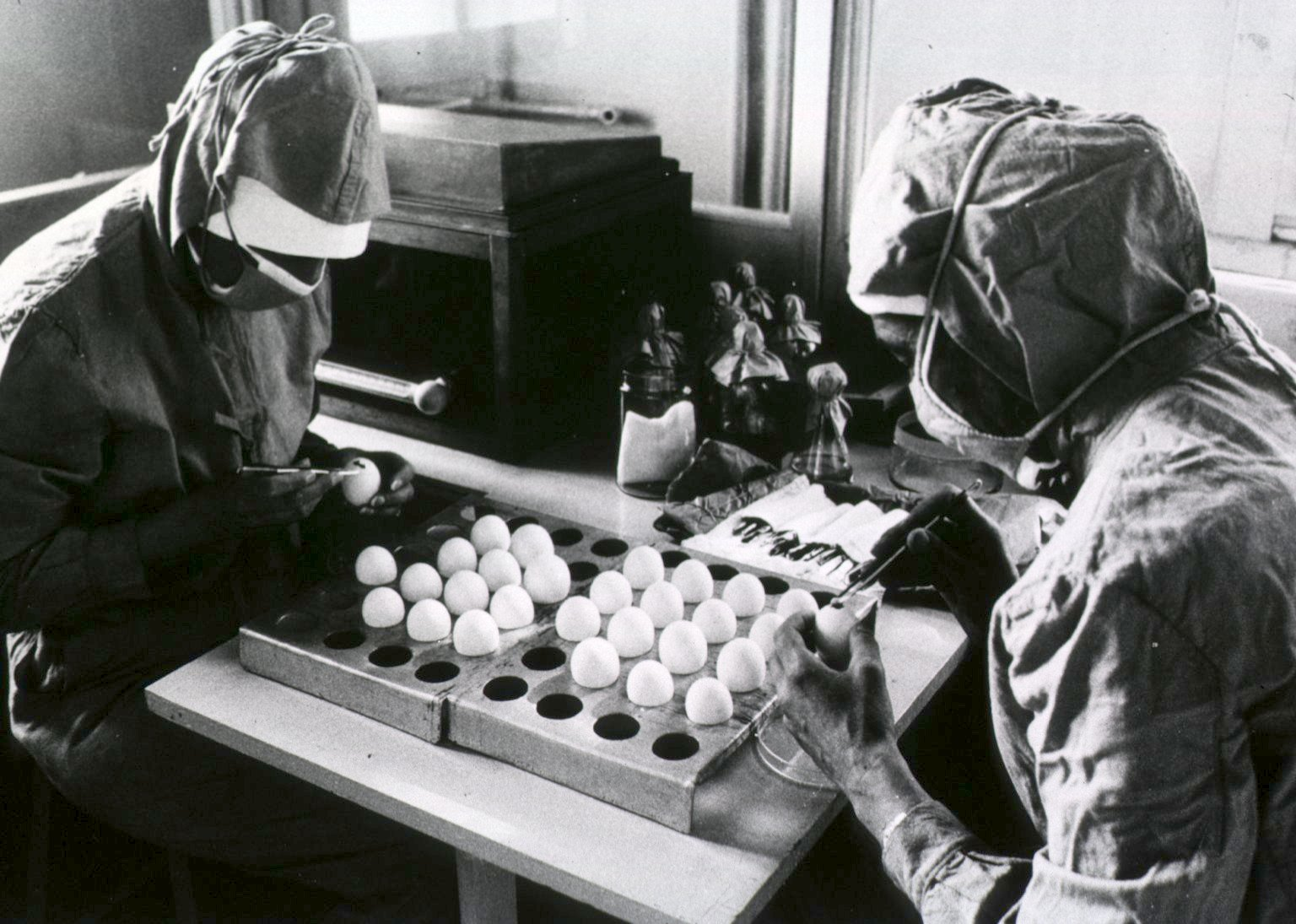
Przygotowywanie szczepionki na odrę w Tiranie (Albanii) Instytut Higieny i Epidemiologii. Dwóch techników, noszących chirurgiczne szlafroki, robi małe otwory w jajkach

Związek szczepień z autyzmem jako pierwszy zasugerował Andrew Wakefield; swój artykuł, w którym związał szczepienie MMR z autyzmem i guzkowym rozrostem grudek chłonnych opublikował na łamach „The Lancet”. Dziennikarz śledczy Brian Deer wykazał (badał sprawę w latach 1998–2010), że „badanie” Wakefielda było w istocie oszustwem. Z 9 dzieci, które zdaniem Wakefielda miało autyzm naprawdę miało je tylko jedno. 5 z badanych pacjentów miało zaburzenia rozwoju jeszcze przed szczepieniem. Choć według Wakefielda dzieci dostawały pierwszych niepokojących objawów średnio 6,3 dnia po szczepieniu, naprawdę rozwijały się one nawet kilka miesięcy po otrzymaniu szczepionki. Zbadał zaledwie 12 dzieci. Wakefield popełnił również błąd, nie badając grupy kontrolnej. W 2004 Brian Deer opublikował artykuł, w którym poinformował, że przed opublikowaniem artykułu Wakefield miał otrzymać 55 tys. funtów od legalnie działających firm, które szukały dowodów przeciwko producentom szczepionek. W 2010 redakcja „The Lancet” podjęła decyzję o wycofaniu artykułu, co czyni bardzo rzadko. Od czasu ukazania się artykułu Wakefielda do 2014 opublikowano 20 badań, w których nie wykazano związku między MMR a autyzmem. Z 13 współpracowników Wakefielda 10 odrzuciło tezę o związku MMR z autyzmem. Sam Wakefield za swoje nietyczne działania otrzymał zakaz wykonywania zawodu lekarza w Wielkiej Brytanii.

#### Tiomersal

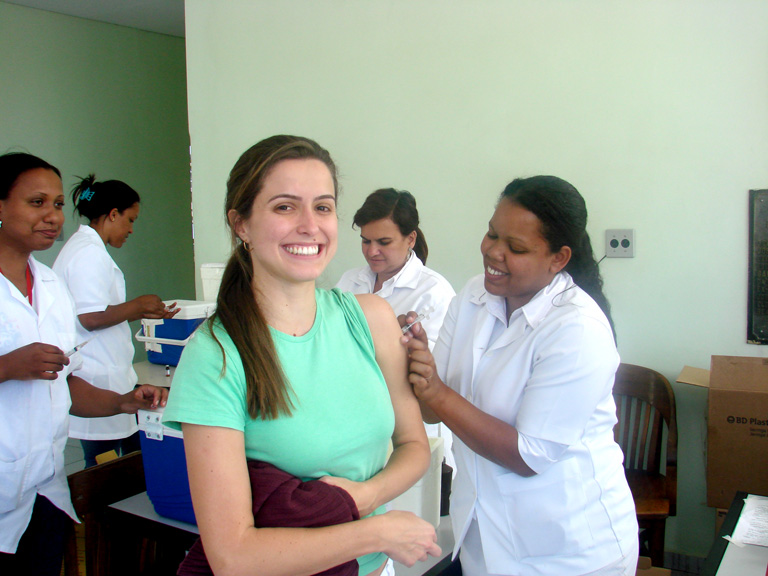
Kobieta otrzymująca szczepienie przeciwko różyczce, Szkoła Zdrowia Publicznego Państwa Minas Gerais, Brazylia, 2008

Szczepionki zawierające tiomersal jako konserwant budzą u niektórych ludzi podejrzenia co do ich potencjalnej szkodliwości, jednak WHO oficjalnie dementuje takie obawy. Badany był wpływ tiomersalu zawartego w różnych starszych szczepionkach (szczególnie MMR) na rozwój zaburzeń ze spektrum autyzmu. W 9 badaniach z lat 2002–2010 nie wykazano związku między tiomersalem i szczepionkami MMR a zaburzeniami ze spektrum autyzmu. W Polsce współcześnie szczepionki skojarzone nie zawierają tiomersalu; znajduje się on (stan wiedzy z 2012) w szczepionkach D, d (przeciw błonicy), Td (tężcowo-błonicza), TT (tężcowej adsorbowanej), DT (błoniczo-tężcowej adsorbowanej), DTPw (tężcowo-błoniczo-krztuścowa adsorbowana) oraz w starszych wersjach szczepionki Euvax B przeciwko WZW B. Skład szczepionek jest jawny. W 7 badaniach z lat 2003–2007 nie znaleziono związku między ekspozycją na tiomersal w szczepionkach z autyzmem i/lub innymi zaburzeniami rozwoju.

#### Przebieg jednego z badań
Badania były przeprowadzone na małpach (makakach królewskich). Wykazały, że nie ma różnic między zachowaniami małp zaszczepionych i niezaszczepionych, jeżeli chodzi o zachowania charakterystyczne dla autyzmu. Małpy były podzielone na szereg grup – szczepione szczepionkami zawierającymi związki rtęci, szczepione szczepionkami bez tych związków i szczepione placebo. Dodatkowo były poddane przyspieszonemu kalendarzowi szczepień i mniej intensywnemu. Wszystkie grupy wypadły tak samo – w żadnej nie zanotowano statystycznie istotnych różnic pod względem zachowań charakterystycznych dla autyzmu.

### Wodorotlenek glinu
W szczepionkach jako adiuwant najpowszechniej używany jest wodorotlenek glinu (w niektórych szczepionkach HBV używa się dodatkowo ortofosforanu (V) glinu. W 2011 ukazał się artykuł kwestionujący szeroko akceptowane bezpieczeństwo tego związku. Eksperymentalnie wykazano, że związek ten jest neurotoksyczny. W 2011 nie znano jeszcze w pełni danych dotyczących toksyczności i farmakokinetyki tego związku, co rodziło wątpliwości związane z bezpieczeństwem używania tego związku w szczepionkach. Inne badanie, którego wyniki ukazały się w listopadzie 2011, wykazało, że sporadyczna ekspozycja niemowląt na szczepionki zawierające wodorotlenek glinu nie stanowi zagrożenia dla ich zdrowia, a potencjalne ryzyko jest mniejsze, niż korzyści z zaszczepienia dziecka. W 2015 ukazały się wyniki badań nad trwałością biologiczną i translokacji cząsteczek wodorotlenku glinu z mięśni do mózgu. Autor innego badania z 2015 odnotował, że odwzorowanie procesów prowadzących do translokacji cząsteczek aluminium do mózgu oraz neurochemii jest trudne, jeśli chodzi o osoby w wieku najbardziej podatnym na potencjalne skutki uboczne. Dodał, że ekspozycja na związki glinu na wczesnych etapach rozwoju wymaga rozwagi.

### Związek szczepień z innymi schorzeniami
Nie wykazano związku szczepienia MMR z nieswoistym zapaleniem jelit. Przeciwnicy szczepień zarzucali również szczepionkom związek z licznymi chorobami i zaburzeniami neurologicznymi, takimi jak schizofrenia, choroba Alzheimera, stwardnienie rozsiane, epilepsja. W 2005 powstał mit o związku choroby Alzheimera ze szczepieniem na grypę. Jedno badanie z 2001 wykazało jednak, że szczepionka skojarzona przeciwko błonicy, tężcowi, krztuścowi i grypie może chronić przed demencją. Nie ma również związku między szczepieniami na WZW B, Tdap oraz MMR a zapaleniem mózgu i encefalopatią, szczepionką na WZW B a stwardnieniem rozsianym, szczepionką na krztusiec a epilepsją i cofnięciem się w rozwoju. Sugerowano również związek szczepionek: MMR, na grypę (jedynie kilka opisów przypadków), WZW B i DTap z zapaleniem nerwu wzrokowego; związku nie wykazano. Mimo że nie przeprowadzono badań epidemiologicznych, sugerowano również (np. Russell Blaylock) teoretyczną możliwość podniesienia ryzyka schizofrenii u dziecka wskutek przyjęcia przez matkę szczepionki podczas ciąży. Według badań na modelach zwierzęcych, zarażenie wirusem grypy podczas ciąży może prowadzić do zaburzeń rozwoju mózgu i płodu; szczepienie może uchronić przed nimi dziecko. Donoszono również o poprzecznym zapaleniu rdzenia występującym po różnych szczepieniach; były to jednak analizy przypadków, nie przeprowadzono szerzej zakrojonych badań. Innym błędnym przekonaniem funkcjonującym w środowiskach antyszczepionkowych jest to, jakoby DTP miało powodować nieodwracalne zaburzenia rozwoju. Dotyczyło szczepionki na krztusiec z całymi antygenami, niedostępnej dłużej w Stanach zjednoczonych i zastąpionych w 1991 szczepionką DTaP. Szansa na wystąpienie zapalenia mózgu po wspomnianej szczepionce wynosiła 1–10 do 1 000 000. Ostatnie badania wykazały, że po podaniu DTaP nie występuje zapalenie mózgu.

### Niepożądane odczyny poszczepienne (NOP) i powikłania
Epizodycznie po szczepieniu pojawiają się niepożądane odczyny poszczepienne. W Polsce jako NOP zgłosić można każdy niepokojący objaw, jaki wystąpi do 4 tygodni po podaniu szczepionki, co definiuje Rozporządzenie Ministra Zdrowia z dnia 21 grudnia 2010 r. (nie dotyczy szczepionki BCG). W 2011 r. zarejestrowano 1136 przypadków niepożądanych odczynów poszczepiennych (NOP), z czego 266 zostało zaklasyfikowanych jako ciężkie według kryteriów WHO. Spośród wszystkich zarejestrowanych na polskim rynku szczepionek, najwięcej zgłoszeń NOP było związanych ze szczepionką DTP (181 zgłoszeń), z czego najczęstsze to: gorączka, miejscowe odczyny skórne, ciągły płacz. W 2015 NOP-ów zgłoszono w Polsce 2111, według klasyfikacji WHO 473 uznano za ciężkie.
Wieloletnie badanie nad bezpieczeństwem szczepionki na HPV, opublikowane w 2014, wykazało, że niepożądane odczyny poszczepienne były ogółem łagodne i nie odbiegały znacząco od NOP-ów po innych szczepionkach. W przypadku szczepionki BCG powikłania są skrajnie rzadkie. Poważne reakcje miejscowe, jak owrzodzenie czy miejscowe zapalenie węzłów chłonnych, występuje u mniej niż 1 na 1000 osób, a śmiertelna gruźlica rozsiana (ang. fatal disseminated BCG disease) u mniej niż 2 na 1 000 000 osób. Przeprowadzono również metaanalizę 52 badań dotyczących szczepionek: DT, DTwP i DTaP; w przypadku DTaP miejscowe silne reakcje na szczepienie pojawiły się w 1–2% przypadków. Drgawki występują w 1 na 14 000 przypadków. Przy MMR najczęstsze powikłania to lokalne reakcje, wysypka i gorączka (trwająca 7–14 dni), rzadko (1 na 30 000 przypadków) występuje małopłytkowość oraz choroby stawów. Szansę na zapalenie mózgu lub wstrząs anafilaktyczny szacuje się na 1 do 1 000 000. Po szczepionce Hib występują lokalne reakcje, rzadko gorączka powyżej 38,3 °C, zaś po szczepionce na HPV lokalne reakcje (w tym bolesne wkłucie), rzadko gorączka powyżej 38,9 °C. Do bardzo rzadkich powikłań po szczepieniu przeciw grypie należy wstrząs anafilaktyczny oraz zespół Guillaina-Barrégo (1–2 przypadki na milion). Nie zanotowano poważnych powikłań po szczepionce przeciw polio.
Nie zauważono też różnicy między ilością występujących NOP-ów w przypadku szczepionki skojarzonej, a szczepionek pojedynczych.
Badanie przeprowadzone w Polsce w latach 2003–2012 pokazuje, że średnio rocznie występuje ok. 1000 NOP, z czego 0,3% to są ciężkie NOP-y (w badanym okresie, na 9328 NOP-ów, najcięższe były w sumie 2 przypadki sepsy w roku 2005 i 2 przypadki wstrząsu anafilaktycznego w roku 2012). Żaden z tych przypadków nie był śmiertelny.

## Program szczepień ochronnych w Polsce
W Polsce szczepień obowiązkowych dokonuje się do ukończenia 19. roku życia i u osób szczególnie narażonych (m.in. uczniów i studentów kierunków medycznych, osób wykonujących zawody medyczne, osób przygotowywanych do niektórych zabiegów medycznych itp.) oraz w okolicznościach uwarunkowanych sytuacją epidemiologiczną. Szczepienie musi być poprzedzone lekarskim badaniem kwalifikacyjnym. /Ustawa z dnia 5 grudnia 2008 r. o zapobieganiu oraz zwalczaniu zakażeń i chorób zakaźnych u ludzi (Dz.U. z 2023 r. poz. 1284); Rozporządzenie Ministra Zdrowia z dnia 18 sierpnia 2011 r. w sprawie obowiązkowych szczepień ochronnych (Dz.U. z 2025 r. poz. 782).
Do 2023 r. Główny Inspektorat Sanitarny miał obowiązek wprowadzania tzw. Programu Szczepień Ochronnych (spis szczepień obowiązkowych i zalecanych) na każdy rok. Od 2023 r. PSO jest zawarty w rozporządzeniu.
Niespełnienie obowiązku poddania się szczepieniom obowiązkowym podlega egzekucji administracyjnej. W razie dalszego uchylania się od tego obowiązku, sąd wymierza grzywnę albo karę nagany.

### Stan wyszczepienia Polaków
Spośród 388,22 tys. urodzonych w 2011 r. dzieci, 364,94 tys. zostały zaszczepione zgodnie z kalendarzem szczepień (94%). W porównaniu z poprzednim rokiem jest to o ponad 3 punkty procentowe mniej. 31 grudnia 2010 r. w skali całego kraju stan zaszczepienia przeciw błonicy/tężcowi/krztuścowi i przeciw polio wyniósł 99,0%, natomiast stan zaszczepienia przeciw odrze – 98,2%.
Aktualną korzystną sytuację epidemiologiczną takich chorób jak błonica, tężec, polio, krztusiec czy odra zdeterminowały szczepienia dzieci przeciw tym chorobom wprowadzane jako obowiązkowe w Polsce począwszy od lat 50. XX w. Wykonawstwo tych szczepień od lat ocenia się jako bardzo wysokie. Zbierane każdego roku przez stacje sanitarno-epidemiologiczne dane o stanie zaszczepienia wskazują, że w skali całego kraju nadzorowany jest stan zaszczepienia około 95% populacji, a osiągane odsetki zaszczepionych zdecydowanie przekraczają 90%, tj. poziom wystarczający dla osiągnięcia odporności zbiorowiskowej, zapobiegającej epidemicznemu szerzeniu się zachorowań. Jednakże nasilające się w ostatnich latach ruchy anty-szczepionkowe i wzrastające liczby osób odmawiających obowiązkowego szczepienia dzieci mogą budzić obawę czy tak dobre wykonawstwo szczepień będzie można utrzymać także w najbliższych latach (liczba uchylających się od obowiązkowych szczepień w roku 2009 wynosiła ok. 3 tys.). W roku 2016 było to już 23,1 tysiąca, a w roku 2020 lekko ponad 50 tysięcy.
W efekcie prowadzonych dotychczas szczepień, ostatni przypadek zachorowania na poliomyelitis wywołanego dzikim wirusem polio odnotowano w Polsce w 1984 r. W przypadku pozostałych jednostek objętych szczepieniami zapadalność jest znacząco mniejsza niż w latach poprzedzających wprowadzenie powszechnego programu szczepień obowiązkowych. Spośród chorób, przeciw którym prowadzi się w Polsce obowiązkowe szczepienia, gruźlica jest tą chorobą, w której skuteczność szczepień jako metody ochrony zdrowia populacji jest zdecydowanie najniższa. Pomijając kontrowersje wokół skuteczności samej szczepionki, wczesne wykrywanie zachorowań i wczesne leczenie chorych jest od szczepień BCG znacznie bardziej efektywną metodą ograniczania szerzenia się zakażeń.
Statystyki wykazują, że samo uświadamianie ludzi bez rozwiązań prawnych wspierających szczepienia nie jest wystarczające.

## Szczepienia na świecie

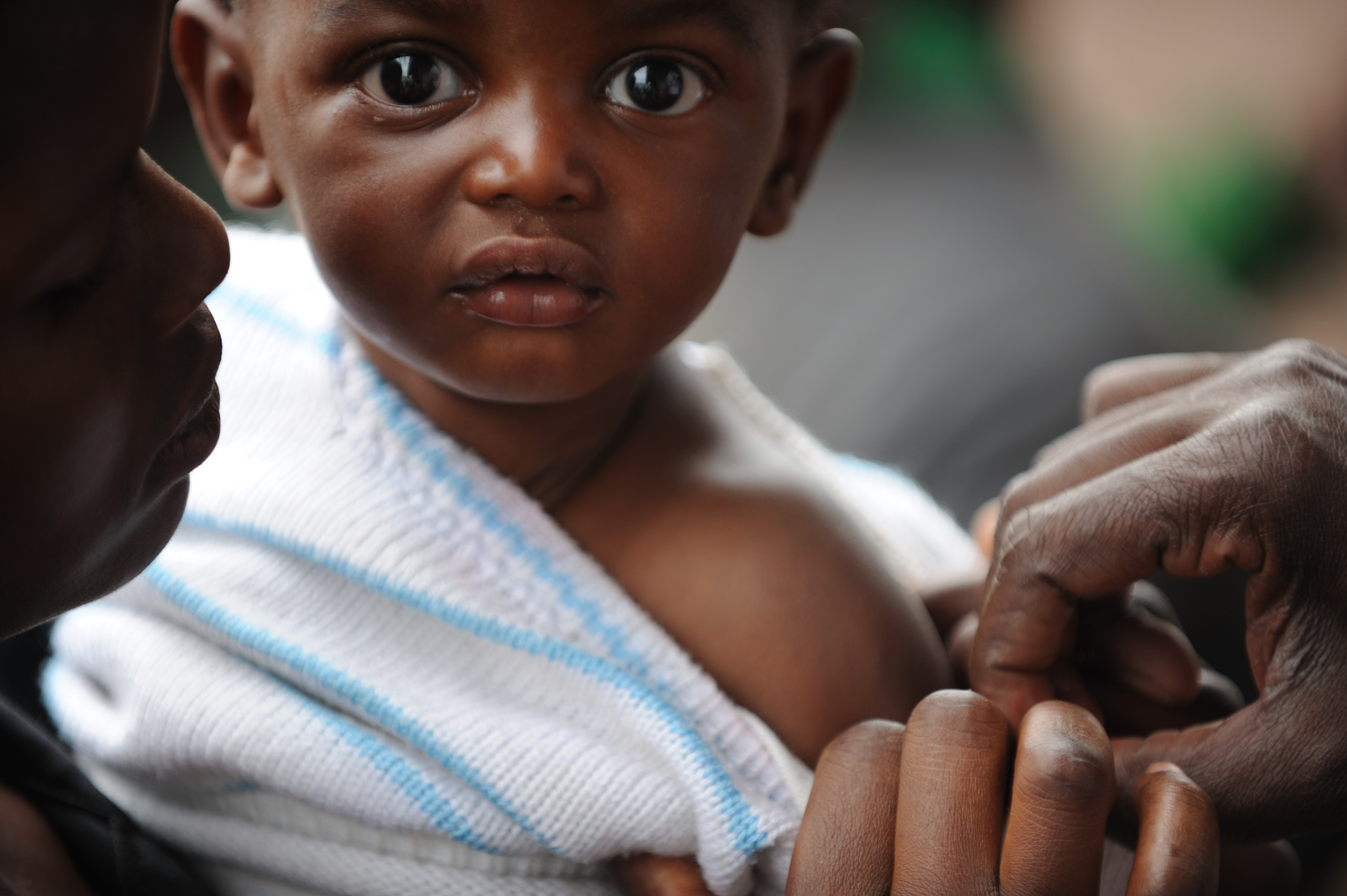
Dziecko szczepione przeciwko odrze przez UNICEF w Kibati Camp w Rubavu District, Zachodnia Prowincja, Rwanda, obóz dla uchodźców z Demokratycznej Republiki Konga

- W maju 2017 roku Włochy wprowadziły obowiązkowe szczepienia[104].
- Niemcy podwyższyły kary finansowe za niezgłoszenie się do lekarza celem uzyskania porady lekarskiej odnośnie do szczepień ochronnych[105].
- Niektóre stany USA zaczęły wykluczać nieszczepione dzieci z systemu edukacji publicznej[103].

## Antyszczepionkowcy – historia, teorie spiskowe i dezinformacja

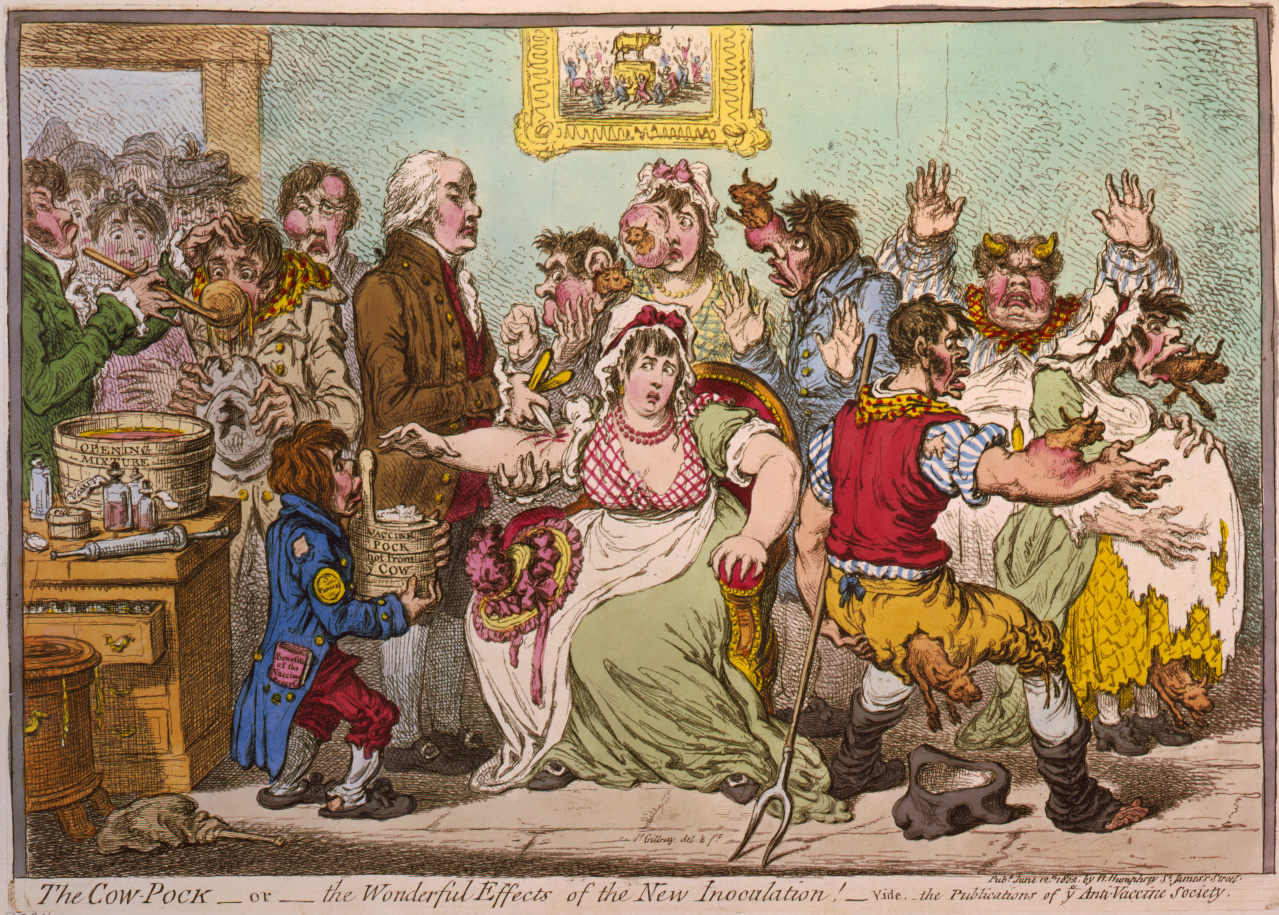
Ilustracja z 1802, przedstawiająca ludzi z cechami krowimi, które zdaniem ówczesnych przeciwników szczepień miały się wykształcić po podaniu szczepienia na krowiankę

Początki postaw antyszczepionkowych datują się na XIX wiek, kiedy Edward Jenner udowodnił, że przejście krowianki może uchronić od zarażenia się ospą prawdziwą. Choroba ta w 30% przypadków kończyła się śmiercią, a u większości osób, które przeżyły, pozostawiała trwałe blizny, ubytki tkanek, u niektórych ślepotę. Mimo tego wiele osób już wtedy krytykowało używanie szczepionek. Jednym z takich krytyków był Alfred Russel Wallace, współodkrywca zjawiska doboru naturalnego. Między 1840 a 1853 w Wielkiej Brytanii wprowadzono kilka aktów prawnych nakładających na obywateli obowiązek szczepienia na ospę prawdziwą oraz kary za nieszczepienie. Niektórzy krytycy uznali to za naruszenie ich wolności. W czasach współczesnych nastroje antyszczepionkowe wzmogły się w połowie lat 70. XX wieku, kiedy pojawiły się kontrowersje wokół szczepionki DTP, która u 36 dzieci miała spowodować problemy neurologiczne. W 1974 w Wielkiej Brytanii utworzono Association of Parents of Vaccine Damaged Children, które odegrało ważną rolę w przykuwaniu uwagi do kontrowersji wokół szczepionki DTP. W wyniku tego w 1977 wyszczepialność dzieci w spadła z 77% do 33%. Niedługo potem nadeszły trzy epidemie krztuśca z ponad 100 tys. przypadków zachorowań, z czego 36 dzieci zmarło. W USA nastroje antyszczepionkowe ponownie przybrały na sile w 1982, kiedy nagrodę Emmy dostał film DTP: Vaccination Roulette, w którym wiązano szczepionkę DTP (dokładniej komponent krztuścowy) z uszkodzeniami mózgu, drgawkami i cofaniem się w rozwoju. W 1996 Nelson Mandela rozpoczął kampanię Kick Polio Out of Africa; na tamten rok zaplanowano zaszczepienie 50 milionów dzieci. Kampania zakończyła się pomyślnie; liczba przypadków polio spadła z 350 tys. przypadków na całym świecie do niecałych 500 w 2001. W 2003 polityczni i religijni przywódcy w Nigerii rozpoczęli bojkot kampanii. W większości stanów trwał on krótko, jednak w Kano (północna Nigeria) utrzymał się przez 11 miesięcy. Wskutek tego polio dotarło do 15 krajów, w których zdążono już ogłosić całkowitą eradykację tej choroby. W 1998 Andrew Wakefield opublikował artykuł dotyczący rzekomego związku szczepionki MMR z autyzmem. Artykuł i badania okazały się oszustwem, a sam Wakefield stracił prawo do wykonywania zawodu lekarza (zob. Bezpieczeństwo szczepień – autyzm).
Wokół szczepień narosły liczne teorie spiskowe. Zdaniem ich zwolenników koncerny farmaceutyczne i rządy ukrywają dane dotyczące szczepień, by zrealizować swoje niecne plany. Według najpopularniejszych teorii spiskowych koncerny mają płacić badaczom, by ci fałszowali badania i polepszali statystyki na temat wydajności szczepień. Teorie spiskowe związane ze szczepieniami oddają niechęć i nieufność wobec badań naukowych dotyczących wydajności i bezpieczeństwa szczepionek. Często ich wyznawcy z podobnych pobudek wierzą także w inne teorie konspiracyjne, np. zaprzeczając globalnemu ociepleniu (denializm globalnego ocieplenia). Ogólnie wiara w jedną teorię spiskową zwiększa tendencję to przyjmowania innych teorii spiskowych, co psychologia opisuje jako monologiczny system przekonań bądź ogólną orientację spiskową. Rodzice, którzy rozważają zaszczepienie dziecka, nierzadko szukają informacji w internecie; niekiedy najwyżej pozycjonowane są artykuły promujące antyszczepionkowe teorie spiskowe. Według badań przyczyny, dla których rodzice szczepią dzieci lub nie, są złożone i wielowymiarowe. Ruch antyszczepionkowy sięga swą historią początku istnienia szczepień i, zdaniem badaczy, nie dojdzie do jego zniknięcia. Dzięki internetowi przybrał na sile, a jego postulaty docierają do większej liczby osób, co powoduje spadek wyszczepialności.
W okresie od lipca 2014 do września 2017 naukowcy zbadali losową próbkę 1,8 miliona tweetów, badanie miało na celu poprawę komunikacji pracowników publicznej służby zdrowia w mediach społecznościowych. Zamiast tego naukowcy odkryli, że problematyka zdrowia publicznego jest celem tego, co badanie opisuje jako „próby rozpowszechnienia dezinformacji przez obce mocarstwa”. 93 procent wiadomości o szczepieniach opublikowanych na Twitterze w latach 2014–2017 pochodziło ze złośliwych kont, w tym kont prowadzonych przez rosyjskie trolle. Według badań, dezinformacja była prowadzona poprzez komunikaty pro, jak i antyszczepionkowe – w celu zmylenia odbiorcy oraz podważenia faktów i wiarygodności instytucji publicznych. Mark Dredze, jeden z naukowców, którzy przeprowadzili badania, stwierdził, że trolle grały na obie strony, aby „zniszczyć publiczne zaufanie do szczepień, narażając wszystkich na ryzyko chorób zakaźnych”.

## Szczepienia w weterynarii

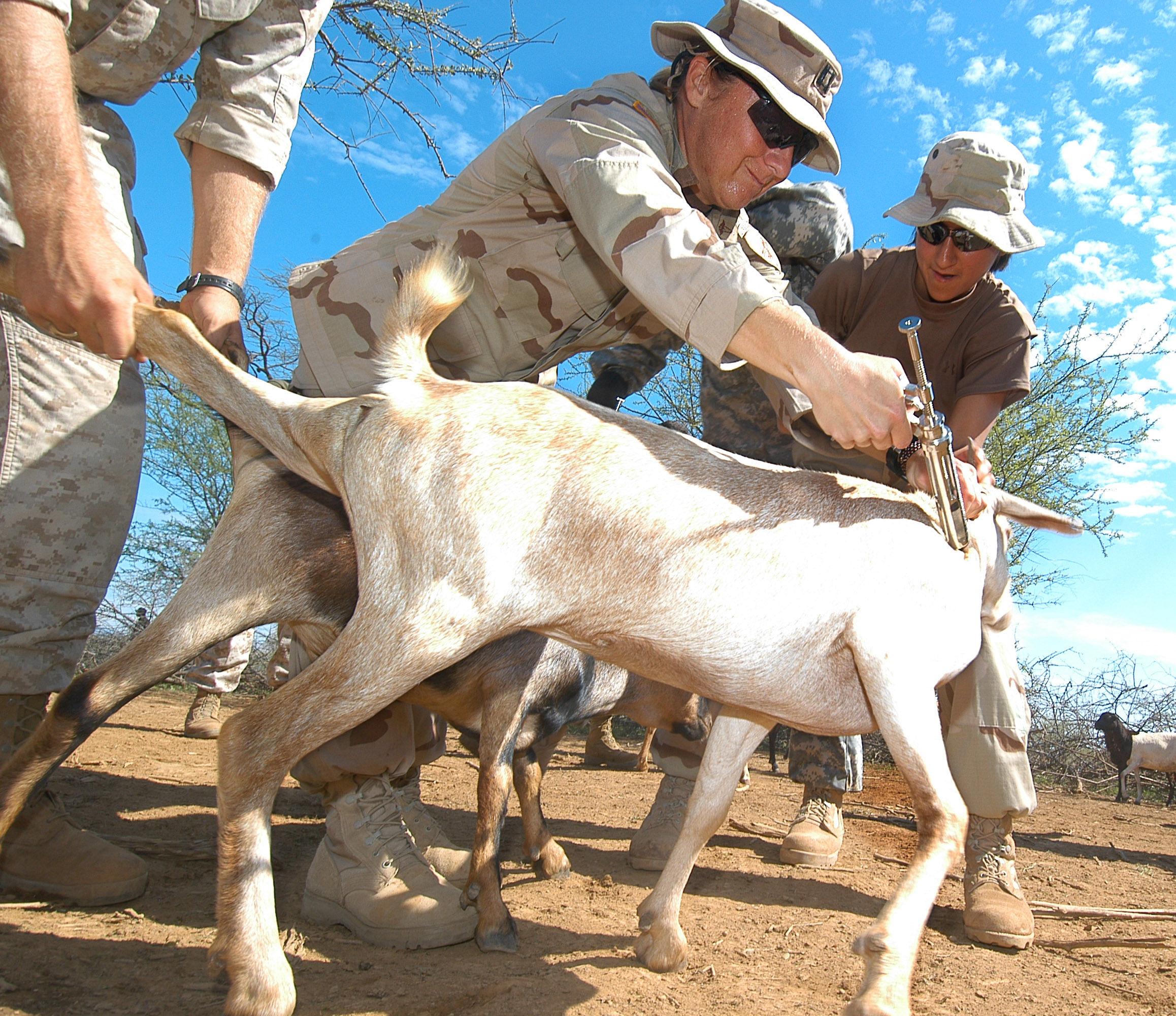
Koza otrzymuje szczepionkę przeciwko owczej ospie i zapaleniu opłucnej

Szczepienia stosowane są nie tylko w ludzkiej medycynie, ale również w weterynarii. Powszechnie stosowane są szczepionki przeciw wściekliźnie. W Polsce obowiązkowe (pod groźbą grzywny) jest szczepienie przeciw wściekliźnie psów, jak również lisów. W przypadku tych ostatnich stosuje się szczepionki umieszczone w przynętach rozrzucanych ręcznie lub z samolotów na obszarach ich występowania. Kapsułki ze szczepionką umieszczane są wewnątrz przynęt, z których szczepionka przenika do błon śluzowych lisa po przegryzieniu.